# Scott Levy
Scott Levy (født d. 8. september 1964) er en amerikansk fribryder der har kæmpet for bl.a. WWF (senere WWE), ECW, WCW og TNA som bl.a. Scotty Flamingo og Johnny Polo, men bedst kendt er han som Raven.
I 2011 medvirkede Scott Levy i Smashing Pumpkins' musikvideo til sangen "Owata", der tog udgangspunkt i indie-wrestling.